# Liste astronomischer Kataloge
Dies ist eine Liste astronomischer Kataloge. Ein astronomischer Katalog ist ein Verzeichnis astronomischer Objekte mit gemeinsamen Eigenschaften, etwa Form, Zusammensetzung oder ihre Entdeckungsmethode. Astronomische Kataloge sind üblicherweise das Ergebnis einer astronomischen Untersuchung.

## Objekte des Sonnensystems (Asteroiden, Kometen, Kleinplaneten)
| Bezeichnung                     | Objektarten            | Anzahl      | Jahr / Stand                                                | Beschreibung, Format oder Beispiel | Quelle          |
| ------------------------------- | ---------------------- | ----------- | ----------------------------------------------------------- | ---------------------------------- | --------------- |
| Orbits of Minor Planets         | Asteroiden             | > 1.000.000 | laufende Aktualisierung (Datenbank)                         | Die Bahndaten der Asteroiden       | Info bei VizieR |
| Orbital elements of comets      | Kometen                | 1611        | laufende Aktualisierung (Datenbank), Stand: 17. Januar 2020 | Die Bahndaten von Kometen          | Info bei VizieR |
| IRAS Minor Planet Survey (IMPS) | Kleinplaneten          | 7311        | 1992                                                        | Eine Durchmusterung mit IRAS       | Info bei VizieR |
| IRAS Asteroid and Comet Survey  | Asteroiden und Kometen | 22.949      | 1986                                                        | Eine Durchmusterung mit IRAS       | Info bei VizieR |

## Stellare Einzelobjekte (Sterne, Exoplaneten, Pulsare u.a.)
| Kürzel    | Bezeichnung | Objektarten | Anzahl | Erstellt von | Jahr / Stand | Beschreibung / Format oder Beispiel | Quelle |
| --------- | --- | --- | --- | --- | --- | --- | --- |
| —         | Uranometria | Sterne | ≈ 2000 | Johann Bayer | 1603 | Die Bayer-Bezeichnung besteht aus einem griechischen Buchstaben, gefolgt vom Genitiv des lateinischen Namens des Sternbilds, in dem der Stern liegt. ζ Centauri                                                                        | Kreuzreferenz bei VizieR                                                                                        |
| —         | Flamsteed-Bezeichnung                                                                                           | Sterne | ≈ 2600 | John Flamsteed | 1712 + 1725 | Die Bezeichnung besteht aus der Flamsteed-Nummer, gefolgt vom Genitiv des lateinischen Namens des Sternbilds, in dem der Stern liegt. Die Sterne sind nach Rektaszension sortiert. 47 Ursae Majoris                                    | Kreuzreferenz bei VizieR                                                                                        |
| ADS       | Aitken Double Star Catalogue                                                                                    | Doppelsterne | 17.180 | Robert Grant Aitken | 1932 | Der Katalog wurde in 2 Bänden unter dem Titel „New General Catalogue of Double Stars within 120 degrees of the North Pole“ veröffentlicht. Bsp.: ADS 16402                                                                             | [ 1 ] [ 2 ] [ 3 ]                                                                                               |
| BD        | Bonner Durchmusterung                                                                                           | Sterne | 325.000 | Friedrich Wilhelm August Argelander | 1859–1903 | Format:BD VDD NNNN V Vorzeichen der Dekl. DD Grad der Dekl. (Zone, in Richtung Null gerundet) NNN Nr. des Objekts in der Zone Bsp.: BD −10° 3166                                                                                       | Kreuzreferenz Beschreibung bei VizieR                                                                           |
| Brisbane  | Brisbane-Katalog / Parramatta-Katalog                                                                           | Sterne | 7835 | Parramatta-Observatorium | 1835 | Originaltitel: „Catalogue of 7385 Stars from Observations Made at the Observatory at Parramatta“ | |
| CD        | Córdoba-Durchmusterung                                                                                          | Sterne | 613.959 | Thome J. M. | 1892–1932 | Format:CD -DD NNNNN DD Grad der Dekl. (Zone, immer negativ, in Richtung Null gerundet) NNNNN Nr. des Objekts in der Zone. | Kreuzreferenz Info bei VizieR                                                                                   |
| DENIS     | Deep Near Infrared Survey of the Southern Sky                                                                   | Sterne | | | 1996 bis 2001                                                                                                   | | Kreuzreferenz bei VizieR                                                                                        |
| Δ         | Dunlop-Doppelsterne                                                                                             | Doppelsterne | ≈ 250 | James Dunlop | 1826 | Originaltitel: „Approximate Places of Double Stars in the Southern Hemisphere, observed at Paramatta in New South Wales“ | |
| GCVS      | General Catalogue of Variable Stars                                                                             | Variable Sterne | 57.410 | Samus | Ab 1948 | Datenbank der veränderlichen Sterne | Info bei VizieR                                                                                                 |
| Gliese GJ | Gliese-Katalog bzw. Gliese-Jahreiß-Katalog                                                                      | Sterne | 3803 | Wilhelm Gliese | ab 1969 | Sterne im Radius von 25 pc; Originaltitel: „Catalogue of Nearby Stars“ Bsp.: GJ 3021, Gliese 317 | Info bei VizieR                                                                                                 |
| GSC       | The HST Guide Star Catalog                                                                                      | Sterne | 25.241.730 | Space Telescope Science Institute Catalogs and Surveys Group (CASG) mit maßgeblich Barry Lasker | 1990, 2008 | Bsp.: GSC 02620-00648 | Version 1.2 (Lasker+ 1996), Beschreibung bei VizieR Version GSC-ACT (Lasker+ 1996–99), Beschreibung bei VizieR  |
| HAT       | Hungarian Automated Telescope                                                                                   | Exoplaneten | 1617 | | 2004 | Ziel dieses Projekts ist es, extrasolare Planeten zu entdecken und zu charakterisieren. Zudem helle veränderliche Sterne entdecken und verfolgen Bsp.: HAT-P-1b                                                                        | Info bei VizieR                                                                                                 |
| HD        | Henry-Draper-Katalog                                                                                            | Sterne | 272.150 + 88.883                                                                                                | | 1918–1924 | Zweiteilig. Hellste Sterne bis zu einer Grenzhelligkeit von 9 mag. Bsp.: HD 210702 | Erster Katalog Ergänzung                                                                                        |
| HIP       | Hipparcos-Katalog                                                                                               | Sterne | 1.058.332 + 117.955                                                                                             | Astrometriesatellit Hipparcos | 1997, 2003 | Zweiteilig. Der Satellit konnte die Sternörter, Parallaxen und Eigenbewegungen von fast 118000 Objekten mit einer Präzision von etwa 0,003" bzw. 0,002"/Jahr vermessen, und rund eine Million mehr mit einer Präzision von 0,02"/Jahr. | Hauptkatalog:Ergänzung:                                                                                         |
| HR        | Bright-Star-Katalog                                                                                             | Sterne | 9110 | | 1930 (1991, 1983)                                                                                               | Alle Sterne, die heller als 6,5 mag sind. Bsp.: HR 2491 | Hauptkatalog (1991) Ergänzung (1983)                                                                            |
| IRAS      | Infrared Astronomical Satellite Mehrere Kataloge mit variablen Schreibweisen                                    | Infrared Astronomical Satellite Mehrere Kataloge mit variablen Schreibweisen                                                        | Infrared Astronomical Satellite Mehrere Kataloge mit variablen Schreibweisen                                    | Infrared Astronomical Satellite Mehrere Kataloge mit variablen Schreibweisen | Infrared Astronomical Satellite Mehrere Kataloge mit variablen Schreibweisen                                    | Infrared Astronomical Satellite Mehrere Kataloge mit variablen Schreibweisen | Infrared Astronomical Satellite Mehrere Kataloge mit variablen Schreibweisen                                    |
| IRAS      | IRAS catalogue of Point Sources                                                                                 | Punktobjekte | 245.889 | Satellit | | IRAS <Koordinaten> | Beschreibung bei VizieR                                                                                         |
| IRAS      | IRAS Serendipitous Survey Catalog                                                                               | | 43.886 | Satellit | | IRAS S<Koordinaten> | Beschreibung bei VizieR                                                                                         |
| IRAS      | IRAS Faint Source Catalog, b > 10                                                                               | Dunkle Objekte | 173.044 | Satellit | | IRAS F<Koordinaten> | Beschreibung bei VizieR                                                                                         |
| IRAS      | IRAS Point Source Reject Catalog                                                                                | Punktobjekte | 372.774 | Satellit | | IRAS R<Koordinaten> | Beschreibung bei VizieR                                                                                         |
| IRAS      | IRAS Small Scale Structure Catalog                                                                              | | 16.740 | Satellit | | IRAS X<Koordinaten> | Beschreibung bei VizieR                                                                                         |
| Kepler    | Kepler Catalog                                                                                                  | Exoplaneten | ≈ 500 | Kepler Mission Team | 2009 | Bsp.: Kepler-22 | |
| KIC       | Kepler Input Catalog                                                                                            | Sterne | 13.161.029 | Kepler Mission Team | 2009 | Bsp.: KIC 8462852 | Beschreibung bei VizieR                                                                                         |
| KOI       | Kepler Object of Interest                                                                                       | Sterne | ≈ 150.000 | Kepler Mission Team | 2009 | Bsp.: KOI-54 | |
| OGLE      | Optical Gravitational Lensing Experiment 4 größere Verzeichnisse und viele (> 50) regelmäßige Aktualisierungen. | Optical Gravitational Lensing Experiment 4 größere Verzeichnisse und viele (> 50) regelmäßige Aktualisierungen.                     | Optical Gravitational Lensing Experiment 4 größere Verzeichnisse und viele (> 50) regelmäßige Aktualisierungen. | Optical Gravitational Lensing Experiment 4 größere Verzeichnisse und viele (> 50) regelmäßige Aktualisierungen.                                                                                             | Optical Gravitational Lensing Experiment 4 größere Verzeichnisse und viele (> 50) regelmäßige Aktualisierungen. | Optical Gravitational Lensing Experiment 4 größere Verzeichnisse und viele (> 50) regelmäßige Aktualisierungen. | Optical Gravitational Lensing Experiment 4 größere Verzeichnisse und viele (> 50) regelmäßige Aktualisierungen. |
| OGLE      | OGLE Galactic Bulge periodic variables                                                                          | Periodisch veränderliche Sterne im galaktischen Zentrum (pulsierend Veränderliche, Bedeckungsveränderliche, sonstige Veränderliche) | 268 +1650 +943 = 2861                                                                                           | Udalski A. et al. | 1996 | - OGLE-BW<a> V<n> mit <a>= {1–9, C} und <n> = laufende Nummer - OGLE-MM<a> <b> V<n> mit <a>={5, 7}, <b>={A,B} und <n> = laufende Nummer                                                                                                | Beschreibung bei VizieR                                                                                         |
| OGLE      | OGLE General Catalog of Stars. I.                                                                               | Allgemeiner Sternenkatalog für das galaktische Zentrum                                                                              | 33.196 | Szymanski M, Udalski A., Kubiak M., Kaluzny J., Mateo M., Krzeminski W. | 1996 | OGLE-BWC <num> mit <num> = laufende Nummer von 1 bis 33.196 | Beschreibung bei VizieR                                                                                         |
| OGLE      | Transits observed in OGLE 2001–2003 (Udalski+, 2002–2004)                                                       | Beobachtete Verdeckungen 2001 bis 2003                                                                                              | 177 | Udalski A. et al. | 2002 bis 2004                                                                                                   | OGLE-TR-NNN mit NNN = laufende Nummer von „001“ bis „177“ | Beschreibung bei VizieR                                                                                         |
| OGLE      | OGLE-III. Magellanic Clouds stellar proper motions                                                              | Eigenbewegung von Sternen in den Magellanschen Wolken                                                                               | 6.265.781 | Poleski R., Soszynski I., Udalski A., Szymanski M.K., Kubiak M., Pietrzynski G., Wyrzykowski L., Ulaczyk K.                                                                                                 | 2012 | - OGLE LMC<num1>.<num2>.<num3> mit <num1>,.<num2>. und <num3> = Nummern für Objekte der Gr. Magellanschen Wolke. - OGLE SMC<num1>.<num2>.<num3> mit <num1>,.<num2>. und <num3> = Nummern für Objekte der Kl. Magellanschen Wolke.      | Beschreibung bei VizieR                                                                                         |
| PPM       | Positions and Proper Motions – North                                                                            | Sterne | 181.731 | Röser S., Bastian U. | 1988 | Durchmusterung des nördlichen Sternenhimmels | Beschreibung bei VizieR                                                                                         |
| PPM       | Positions and Proper Motions – South                                                                            | Sterne | 197.179 | Bastian U., Röser S. | 1993 | Durchmusterung des südlichen Sternenhimmels | Beschreibung bei VizieR                                                                                         |
| PPM       | Bright Stars Supplement to PPM                                                                                  | Sterne | 275 | Bastian U., Röser S. | 1993 | Ergänzung zum Nord- und Südteil | Beschreibung bei VizieR                                                                                         |
| PPM       | The 90000 stars Supplement to the PPM Catalogue                                                                 | Sterne | 89.676 | Roeser S., Bastian U., Kuzmin A. | 1994 | Ergänzung zu den anderen Teilen | Beschreibung bei VizieR                                                                                         |
| PPMX      | Positions and Proper Motions – Extended                                                                         | Sterne | 18.088.919 | Roeser S., Schilbach E., Schwan H., Kharchenko N.V., Piskunov A.E., Scholz R.-D. | 2008 | Erweiterung des PPM-Katalogs | Beschreibung bei VizieR                                                                                         |
| PSR       | Catalog of Pulsars (Katalog, der diese Nomenklatur verwendet)                                                   | Pulsare | 706 | Taylor J.H., Manchester R.N., Lyne A.G., Camilo F. | 1995 | Format: PSR J<J-2000-Koordinaten> PSR B<B-1950-Koordinaten> Bsp.: PSR J0737-3039 | Beschreibung bei VizieR                                                                                         |
| PSR       | Parkes Multi-Beam Pulsar Survey (Durchmusterung, die diese Nomenklatur verwendet)                               | Pulsare | 100 | Manchester R.N., Lyne A.G., Camilo F., Bell J.F., Kaspi V.M., D'Amico N., McKay N.P.F., Crawford F., Stairs I.H., Possenti A., Kramer M., Sheppard D.C.                                                     | 2001 | Format: PSR J<J-2000-Koordinaten> PSR B<B-1950-Koordinaten> Bsp.: PSR J0737-3039 | Beschreibung bei VizieR                                                                                         |
| PSR       | Parkes Multi-Beam Pulsar Survey new PSR (Durchmusterung, die diese Nomenklatur verwendet)                       | Pulsare | 120 | Morris D.J., Hobbs G., Lyne A.G., Stairs I.H., Camilo F., Manchester R.N., Possenti A., Bell J.F., Kaspi V.M., D'Amico N., McKay N.P.F., Crawford F., Kramer M.                                             | 2002 | Format: PSR J<J-2000-Koordinaten> PSR B<B-1950-Koordinaten> Bsp.: PSR J0737-3039 | Beschreibung bei VizieR                                                                                         |
| PSR       | Parkes Multi-Beam Pulsar Survey. III. (Durchmusterung, die diese Nomenklatur verwendet)                         | Pulsare | 200 | Kramer M., Bell J.F., Manchester R.N., Lyne A.G., Camilo F., Stairs I.H., D'Amico N., Kaspi V.M., Hobbs G., Morris D.J., Crawford F., Possenti A., Joshi B.C., McLaughlin M.A., Lorimer D.R., Faulkner A.J. | 2003 | Format: PSR J<J-2000-Koordinaten> PSR B<B-1950-Koordinaten> Bsp.: PSR J0737-3039 | Beschreibung bei VizieR                                                                                         |
| PSR       | Parkes Multibeam Pulsar Survey. VI. (Durchmusterung, die diese Nomenklatur verwendet)                           | Pulsare | 142 | | 2006 | Format: PSR J<J-2000-Koordinaten> PSR B<B-1950-Koordinaten> Bsp.: PSR J0737-3039 | Beschreibung bei VizieR                                                                                         |
| SAO       | Smithsonian Astrophysical Observatory Star Catalog                                                              | Sterne | 258.997 | Smithsonian Institution of Washington | 1966 (1990) | Bsp.: SAO 252838 | Beschreibung bei VizieR                                                                                         |
| TYC-1     | Tycho-1-Katalog                                                                                                 | Sterne | 1 Million | | 1997 | | |
| TYC-2     | Tycho-2-Katalog                                                                                                 | Sterne | 2.539.913 | | 2000 | Großer Sternenkatalog Bsp.: TYC 5963-1938-1 | Beschreibung bei VizieR                                                                                         |
| WASP      | Wide Angle Search for Planets                                                                                   | Exoplaneten | | | | Katalog des SuperWASP-Projekt. Das SuperWASP ist eine automatische Suchmaschine für Exoplaneten. Bsp.: WASP-1 | [ 7 ] |
| WDS       | Washington Double Star Catalog                                                                                  | Doppelsterne | | | | Astronomisches Verzeichnis von mehr als 138.000 Mehrfachsystemn. | Beschreibung bei VizieR                                                                                         |
| VFTS      | VLT FLAMES Tarantula Survey of massive stars in the Tarantula Nebula                                            | | | | | VFTS 102 | |

## Großräumige Objekte

### Sternhaufen
| Kürzel | Bezeichnung                                                       | Objektarten                             | Anzahl | Erstellt von                      | Jahr / Stand | Beschreibung, Format oder Beispiel | Quelle                  |
| ------ | ----------------------------------------------------------------- | --------------------------------------- | ------ | --------------------------------- | ------------ | --- | ----------------------- |
| Cr     | Collinder-Katalog                                                 | Offene Sternhaufen                      | 471    | Per Collinder                     | 1931         | Bsp.: Cr 1 | [ 8 ]                   |
| GCl    | Star Clusters Associations II. Globular Clusters (Ruprecht+ 1981) | Kugelsternhaufen                        | 137    | Alter G., Ruprecht J., Vanysek V. | 1970         | Bsp.: GCl 120 | Beschreibung bei VizieR |
| Ha     | Haffner                                                           | Offene Sternhaufen                      | 26     | Hans Haffner                      | 1957         | | (nicht bei VizieR)      |
| Lund   | Observatorium Lund (Open Cluster Data)                            | Sternhaufen                             | 1151   | Gösta Lyngå                       | 1987         | Bsp.: Lund 769 | Beschreibung bei VizieR |
| Mel    | Melotte                                                           | offene Sternhaufen und Kugelsternhaufen | 245    | Philibert Jacques Melotte         | 1915         | Bsp.: Mel 25 |                         |
| OCISM  | Open Cluster InterStellar Matter                                  | Offene Sternhaufen                      | 128    | Leisawitz D.                      | 1988         | Bsp.: OCISM 10 | Beschreibung bei VizieR |
| OCl    | Catalogue of star clusters and associations + supplements         | Offene Sternhaufen                      | 1112   | Alter G., Ruprecht J., Vanysek V. | 1983         | Bsp.: OCL 421 | Beschreibung bei VizieR |
| Pal    | Palomar-Sternhaufen                                               | Kugelsternhaufen                        | 15     |                                   |              | Bsp.: Pal 5 |                         |
| Raab   | Raab                                                              | offene Sternhaufen                      | 152    | Raab S.                           | 1922         | Bsp.: Raab 4 |                         |
| St     | Stock-Katalog                                                     | Offene Sternhaufen                      | 24     | Jürgen Stock                      | 1954         | Die Sternhaufen wurden auf spektroskopischen Feldaufnahmen entdeckt. Alle Katalogmitglieder befinden sich in einem Bereich von 12° um den galaktischen Äquator. Bsp.: St 1 | [ 9 ]                   |
| Tr     | Trumpler-Katalog                                                  | offene Sternhaufen                      | 37     | Robert Julius Trumpler            | 1930         | Bsp.: Tr 1 |                         |

### Interstellare Materie (Diffuse und planetarische Nebel, Dunkelwolken, Molekülwolken, Supernovaüberreste)
| Kürzel               | Bezeichnung | Objektarten                                                                        | Anzahl                                | Erstellt von                                       | Jahr / Stand | Beschreibung, Format oder Beispiel | Quelle                  |
| -------------------- | --- | ---------------------------------------------------------------------------------- | ------------------------------------- | -------------------------------------------------- | ------------ | --- | ----------------------- |
| B                    | Barnard-Katalog | Dunkelwolken                                                                       | 349                                   | Edward Barnard                                     | 1919         | Herausgegeben von dem Astronom Edward E. Barnard, der die Natur der Dunkelwolken entdeckte. Es sind nur Dunkelwolken nördlich der Deklination von −35° enthalten. Format: B NNN Bsp.: B 33 | Beschreibung bei VizieR |
| Ced                  | Catalog of bright diffuse Galactic nebulae | galaktische Nebel                                                                  | 330                                   | Cederblad                                          | 1946         | Format:Ced NNNa NNN Nr. des Objekts (bis 215) a Kennbuchstabe zur Differenzierung mehrerer Objekte gleicher Nr. Bsp.: Ced 10                                                               | Beschreibung bei VizieR |
| DEM                  | The nebular complexes of the large and small Magellanic Clouds; Mem. Roy. Astron. Soc. 81 (Young-star formation in the Magellanic H I bridge; Mon. Not. R. Astron. Soc. 223) | H-II-Gebiete und Supernova-Überreste in der großen und kleinen Magellanschen Wolke | 329 in der LMC + (167 + 5) in der SMC | Davies, Elliott, Meaburn (Meaburn)                 | 1976 (1986)  | | Beschreibung bei VizieR |
| LBN                  | Lynds’ Catalogue of Bright Nebulae | galaktische Nebel                                                                  | 1125                                  | B. T. Lynds                                        | 1965         | Bsp.: LBN 974 | Beschreibung bei VizieR |
| LDN                  | Lynds' Catalogue of Dark Nebulae | Dunkelwolken                                                                       | 1791                                  | B. T. Lynds                                        | 1962         | Bsp.: LDN 1630 | Beschreibung bei VizieR |
| Mz (selten auch Men) | Menzel | planetarische Nebel                                                                | 5                                     |                                                    |              | Drei planetarische Nebel am Südhimmel und zwei nicht eindeutig identifizierbare Objekte. Format: Menzel NNN Bsp.: Menzel 3                                                                 |                         |
| PK                   | Catalogue of Galactic Planetary Nebulae | Planetarische Nebel                                                                | 1759                                  | Luboš Perek, Luboš Kohoutek                        | 1967, 2001   | Bsp.: PK 84-3.1 | Beschreibung bei VizieR |
| RCW                  | RCW-Katalog | galaktische Nebel (H-II-Gebiete)                                                   | 181                                   | Rodgers, A. W., Campbell, C. T., & Whiteoak, J. B. | 1959         | Sternentstehungsgebiete in der südlichen Milchstraße Bsp.: RCW 38 | ,                       |
| Sh                   | Catalogue of HII Regions | galaktische Nebel                                                                  | 313                                   | Sharpless S.                                       | 1959         | Zweiteilige Liste (Sh 1-NNN und S 2-NNN) Bsp.: Sh 2-244 | Beschreibung bei VizieR |
| VdB                  | Catalogue of Reflection Nebulae | galaktische Nebel (Reflexionsnebel)                                                | 158                                   | Sidney van den Bergh                               | 1966         | Bsp.: VdB 1 | Beschreibung bei VizieR |

### Extragalaktische Objekte (Galaxien, Galaxienhaufen, Quasare)
| Kürzel           | Bezeichnung                                              | Objektarten                                      | Anzahl                       | Erstellt von                                               | Jahr / Stand                 | Beschreibung, Format oder Beispiel | Quelle                                      |
| ---------------- | -------------------------------------------------------- | ------------------------------------------------ | ---------------------------- | ---------------------------------------------------------- | ---------------------------- | --- | ------------------------------------------- |
| Abell            | Abell-Katalog                                            | Galaxienhaufen                                   | 4073                         | George Ogden Abell                                         | 1958 + 1989                  | siehe Bsp.: Abell 520 | Ausgabe 1974 Ausgabe 1989                   |
| AM               | Catalogue of Southern Peculiar Galaxies and Associations | Galaxien und Clusters                            | 6445                         | Halton C. Arp, Madore B.F                                  | 1987                         | Detaillierter Katalog mit allen, interessantesten Galaxien und Galaxienverbände im südlichen Himmel Bsp.: AM 0244-302 | Beschreibung bei VizieR                     |
| Ark oder Arak    | Arakelian Emission Line Objects                          | Galaxien (u. a.)                                 | 591                          | M. A. Arakelian                                            |                              | Bsp.: Ark 365 | [ 11 ] [ 12 ] [ 13 ]                        |
| Arp (selten APG) | Atlas of Peculiar Galaxies                               | Galaxien                                         | 338                          | Halton C. Arp                                              | 1966                         | Verzeichnis von ungewöhnlich aussehenden Galaxien, unterteilt nach morphologischen Kriterien. Bsp.: Arp 220 | Beschreibung bei VizieR                     |
|                  | Atlas of Galaxies                                        | Galaxien                                         | 79                           | Maja Kierdorf, Rainer Beck                                 |                              | enthält radioastronomische Bilddaten | Atlas of Galaxies                           |
| CGCG             | Catalogue of Galaxies and of Clusters of Galaxies        | siehe ZWG Bsp.: CGCG 461.018                     | siehe ZWG Bsp.: CGCG 461.018 | siehe ZWG Bsp.: CGCG 461.018                               | siehe ZWG Bsp.: CGCG 461.018 | siehe ZWG Bsp.: CGCG 461.018 | siehe ZWG Bsp.: CGCG 461.018                |
| DDO              | David Dunlap Observatory Catalogue                       | Zwerggalaxien                                    | 243                          | Sidney van den Bergh                                       | 1959                         | Dieser Katalog ist auch bekannt als „A Catalogue of Dwarf Galaxies“. Er wurde 1966 erweitert. Format:DDO NNN NNN Nr. des Objekts Bsp.: Barnards Galaxie = DDO 209 | [ 14 ]                                      |
| GCRF             | Gaia Celestial Reference Frame 3                         | Quasare                                          | 1.614.173                    | ESA/DPAC                                                   | 2016–2020                    | Quasarkatalog, davon 2.269 ICRF3 Objekte. Optischer Bezugsrahmen gemäß International Celestial Reference System. |                                             |
| HCG              | Hickson's Compact groups of Galaxies                     | kompakte Galaxiengruppen                         | 100                          | Paul Hickson                                               | 1982–1994                    | Bsp.: HCG 92 | Beschreibung bei VizieR                     |
| Holm             | Holmberg-Katalog                                         | Galaxienpaare und Mehrfachsysteme                | 827                          | Erik Bertil Holmberg                                       | 1937                         | Bsp.: Holm 427 |                                             |
| ICRF             | International Celestial Reference Frame                  | Quasare und andere extragalaktische Radioquellen | 4.536                        |                                                            | 1998-2018                    | Der ICRF ist das von der IAU anerkannte Bezugssystem, mit dem die Positionen der Planeten, der Sterne und anderer astronomischer Objekte definiert werden. Die erste Version von 1998 enthielt 212, der zweite von 2009 3.414, der dritte ist von 2018. ICRF löste den FK6 als Referenz ab. |                                             |
| HIPASS           | HI Parkes All Sky Survey Catalogue                       | HI Galaxien                                      | 4315                         | Meyer u. A.                                                | 2004                         | | Beschreibung bei VizieR                     |
| KUG              | Kiso Ultraviolet Galaxy Catalogue                        | Galaxien                                         |                              | Kiso-Observatorium                                         | 1984–2000                    | Observation im ultravioletten Bereich von Galaxien Bsp.: KUG 1223+338 | [ 15 ] [ 16 ]                               |
| LBG              | Lyman Break galaxy                                       | Galaxien                                         |                              |                                                            |                              | Die Galaxien besitzen eine Rotverschiebung von z > 2,5. Bsp.: LBG-2377 | [ 17 ]                                      |
| LEDA             | Lyon-Meudon Extragalactic Database                       | Siehe PGC                                        | Siehe PGC                    | Siehe PGC                                                  | Siehe PGC                    | Siehe PGC | Siehe PGC                                   |
| MCG              | Morphological Catalogue of Galaxies                      | Galaxien                                         | 32.521                       | Boris Alexandrowitsch Woronzow-Weljaminow und Mitarbeitern | 1974                         | Bsp.: MCG -06-07-001 | Beschreibung bei VizieR                     |
| Mrk              | Catalogue of Markarian Galaxies                          | Galaxien                                         | 1525                         | Benjamin Markarjan                                         | 1967–1981                    | Bsp.: Mrk 205 | Folgekatalog: Beschreibung bei VizieR       |
| PGC oder LEDA    | Principal Galaxies Catalogue                             | Galaxien                                         | 983.261                      | Von Astronomen aus Lyon und Meudon veröffentlicht          | 1989                         | Der 1989 veröffentlichte Katalog enthielt ursprünglich 73 197 Galaxien und wuchs bis 2003 auf die heutige Größe an und wurde dann in die HYPERLEDA-Datenbank überführt. Der Katalog ist auch unter dem Kürzel LEDA bekannt. Bsp.: PGC 29194                                                 | Beschreibung bei VizieR                     |
| SGA              | Siena Galaxy Atlas                                       | Galaxien                                         | 383.620                      | John Moustakas et al.                                      | 2020                         | Enthält relativ nahe Galaxien, die Daten wurden aus dem „Legacy Imaging Surveys“ (DESI) abgeleitet und enthält Bilddaten im sichtbaren Licht und nahen Infrarot | Siena Galaxy Atlas, Siena Galaxy Atlas 2020 |
| SGC              | Southern Galaxy Catalogue                                | Galaxien                                         | 5472                         | Harold G. Corwin, Antoinette und Gérard de Vaucouleurs     | 1985                         | Enthält Galaxien, die größer als 1,5 bis 2 Bogenminuten sind und südlich der Deklination von −17 Grad liegen. Bsp.: SGC 1001.9-2705 | Beschreibung bei VizieR                     |
| UGC              | Uppsala General Catalogue of Galaxies                    | Galaxien                                         | 12.940                       | Peter Nilson                                               | 1973                         | Bsp.: UGC 8 | Beschreibung bei VizieR                     |
| VCC              | Virgo Cluster Catalog                                    | Galaxien                                         | 2096                         | Binggeli                                                   | 1985                         | Enthält Galaxien, die sich sicher oder möglicherweise im Virgo Cluster befinden. Bsp.: VCC 759 | Beschreibung bei VizieR                     |
| VV               | Atlas and Catalogue of interacting galaxies              | Wechselwirkende Galaxien                         | 2014                         | B.A. Woronzow-Weljaminow                                   | 1959–1977                    | Bsp.: VV 245 | Beschreibung bei VizieR                     |
| ZWG oder CGCG    | Zwicky-Katalog (Zwicky Galaxy Catalog (Zwicky+ 1968))    | Galaxien und Galaxienhaufen                      | 28.840                       | Fritz Zwicky und Mitarbeiter                               | 1961–1968                    | Bsp.: ZWG 158.108 | Beschreibung bei VizieR                     |

### Gemischte Kataloge (Nebel, Sternhaufen, Galaxien)
| Kürzel              | Bezeichnung                                                    | Objektarten                                  | Anzahl                       | Erstellt von                    | Jahr / Stand         | Beschreibung, Format oder Beispiel | Quelle                                                            |
| ------------------- | -------------------------------------------------------------- | -------------------------------------------- | ---------------------------- | ------------------------------- | -------------------- | --- | ----------------------------------------------------------------- |
| C                   | Caldwell-Katalog                                               | galaktische Nebel, Sternhaufen und Galaxien  | 109                          | Patrick Moore                   | 1995                 | Ergänzung zum Messier-Katalog und Erweiterung auf die südliche Hemisphäre Bsp.: C41 Hyaden, C80 Omega Centauri                                                                                               | Zuordnung siehe Caldwell-Katalog                                  |
| Dun                 | Dunlop-Katalog                                                 | neblige Objekte                              | 629                          | James Dunlop                    | 1828                 | Originaltitel: „Catalogue of Nebulae and Clusters of Stars in the Southern Hemisphere observed in New South Wales“ Bsp.: Dun 265                                                                             | [ 18 ]                                                            |
| ESO                 | ESO/Uppsala Survey of the ESO(B) Atlas                         | Durchmusterung                               | 18.438                       | ESO                             | 1982                 | Besteht aus 606 Fotoplatten, von denen 18438 Objekte beschrieben werden. Format: FFF-oooNNN FFF Nr. der Platte ooo 1–3 Zeichen für den Objekttyp NNN Nr. des Objekts auf der Platte Bsp.: ESO 474-29         | Platten: Beschreibung bei VizieR Objekte: Beschreibung bei VizieR |
| GC                  | General Catalogue of Nebulae and Clusters                      | galaktische Nebel und Sternhaufen            | 5096                         | John Herschel                   | 1864                 | Bsp.: GC 4318 | Kreuzreferenz                                                     |
| H                   | Entdeckungen von Wilhelm Herschel                              | galaktische Nebel, Sternhaufen und Galaxien  | 1000 + 1000 + 500            | Wilhelm Herschel                | 1786, 1789, 1802     | siehe Bsp.: H 3.39 | [ 20 ]                                                            |
| h                   | Beobachtungen und Entdeckungen von John Herschel               | galaktische Nebel, Sternhaufen und Galaxien  | h 1 - h 2307 h 2308 - h 4021 | John Herschel                   | 1833, 1847           | Bsp.: h 1252 | [ 21 ]                                                            |
| IC (IC I und IC II) | Index-Katalog                                                  | galaktische Nebel, Sternhaufen und Galaxien  | 5386 (IC I 1529 IC II 3857)  | Johan Ludvig Emil Dreyer        | IC I 1895 IC II 1908 | Ursprünglich gab es zwei Kataloge, den ersten Index-Katalog (IC I) und etwas später den zweiten Index-Katalog (IC II). Heutzutage fasst man beide unter dem Begriff Index-Katalog (IC) zusammen. Bsp.: IC 10 | [ 22 ] [ 23 ]                                                     |
| M                   | Messier-Katalog                                                | galaktische Nebel, Sternhaufen und Galaxien  | 110                          | Charles Messier                 | 1764–1782            | Bekanntestes Verzeichnis heller Himmelsobjekte Bsp.: M 1 | Zuordnung siehe Messier-Katalog                                   |
| NGC                 | New General Catalogue of Nebulae and Clusters of Stars         | galaktische Nebel, Sternhaufen und Galaxien  | 7840                         | Johan Ludvig Emil Dreyer        | 1888                 | siehe Bsp.: NGC 1 | Folgekatalog: Beschreibung bei VizieR                             |
| NGC 2000.0          | The Complete New General Catalogue and Index Catalogue         | galaktische Nebel, Sternhaufen und Galaxien  | 13.226                       | Roger Sinnott                   | 1988                 | Revision des NGC und IC | NGC Folgekatalog: Beschreibung bei VizieR                         |
| RNGC                | Revised New General Catalogue of Nebulae and Clusters of Stars | galaktische Nebel, Sternhaufen und Galaxien. | 7840                         | Jack Sulentic und William Tifft | 1973, 1977           | Dieser Katalog ist eine Revision des NGC-Katalogs | Beschreibung bei VizieR                                           |

## Himmelsdurchmusterungen (nicht objektspezifisch)
| Kürzel    | Bezeichnung                                                                                                  | Objektarten                                          | Anzahl                               | Erstellt von                                 | Jahr / Stand | Beschreibung, Format oder Beispiel | Quelle                                                |
| --------- | --- | ---------------------------------------------------- | ------------------------------------ | -------------------------------------------- | ------------ | --- | ----------------------------------------------------- |
| 2MASS     | Two Micron All Sky Survey                                                                                    | Flächendeckende Durchmusterung                       | 470.992.970                          |                                              | 1997–2001    | Eine Durchmusterung des gesamten Himmels im nahen Infrarot. Format: 2MASS J<Koordinaten> Beisp.: 2MASS J1207334-393254                                      | Beschreibung bei VizieR                               |
| AllWISE   | Wide-Field Infrared Survey Explorer                                                                          |                                                      | 750 Mio.                             |                                              | 2009–2013    | Durchmusterung des gesamten Himmels im Infrarot. Format: WISE J<Koordinaten> Beisp.: WISE J072003.20−084651.2                                               | Beschreibung bei VizieR                               |
| Gaia DR1  | Gaia DR1 | überwiegend Sterne                                   | 1.142.679.769                        | ESA / DPAC                                   | 2016         | Flächendeckende digitale Durchmusterung, keine großräumigen Objekte                                                                                         | Beschreibung bei VizieR                               |
| Gaia DR2  | Gaia DR2 | Sterne veränderliche Sterne Quasare Asteroiden       | 1.692.919.135 550.737 556.869 14.099 | ESA / DPAC                                   | 2018         | Flächendeckende digitale Durchmusterung, keine großräumigen Objekte                                                                                         | Beschreibung bei VizieR                               |
| Gaia EDR3 | Gaia EDR3 | Sterne Quasare                                       | 1.811.709.771 1.614.173              | ESA / DPAC                                   | 2020         | Flächendeckende digitale Durchmusterung | Beschreibung bei VizieR                               |
| PPMXL     | (Position and Proper Motion Extended Large) „The PPMXL catalog of positions and proper motions on the ICRS“. | Digitale Verknüpfung von 2MASS- und USNO-B1-Katalog. | 910.469.430                          | Röser S., Demleitner M., Schilbach E.        | 2010         | Kombination der Daten, besonders IR-Magnituden und rel. Positionen aus dem 2MASS-Katalog mit den ICRS-Daten (Position, Eigenbewegung) aus dem USNO-Katalog. | Beschreibung bei VizieR                               |
| RAVE      | RAdial Velocity Experiment                                                                                   | Digitale Durchmusterung                              | ≈ 400.000                            | Steinmetz et al.                             | 2010         | Spektroskopischer Katalog mit Radialgeschwindigkeiten, Temperatur, Gravitation und Metallizität.                                                            | Beschreibung bei VizieR                               |
| SDSS      | Sloan Digital Sky Survey                                                                                     | Digitale Durchmusterung                              | 2.304.179.200                        | Adelman-McCarthy J.K. et al.                 | (2007)       | Photometrischer Katalog. Mehr als 2 Mrd. „Quellen“, meist Punktobjekte. Bsp.: SDSS J142625.71+575218.3                                                      | The SDSS Photometric Catalog: Beschreibung bei VizieR |
| USNO-A2.0 | The PMM USNO-A2.0 Catalogue                                                                                  | Flächendeckende Durchmusterung, überwiegend Sterne   | 526.280.881                          | United States Naval Observatory              | 1998         | Großes Verzeichnis. Format: USNO-A2.0 NNNN-NNNNNNNN | Beschreibung bei VizieR                               |
| USNO-B1.0 | The USNO-B1.0 Catalogue                                                                                      | Flächendeckende Durchmusterung, überwiegend Sterne   | 1.045.913.669                        | United States Naval Observatory (Monet u.A.) | 2003         | Großes Verzeichnis. Format: USNO-B1.0 NNNN-NNNNNNNN | Beschreibung bei VizieR                               |
| DES       | Dark Energy Survey                                                                                           | Digitale Durchmusterung                              | ~310 Mio. Galaxien, ~80 Mio. Sterne  | T. M. C. Abbott et al.                       | (2018)       | Photometrischer Katalog. Mehr als 400 Mio. „Quellen“ | arxiv:1801.03181                                      |